# 중국의 최후통첩
중국의 최후통첩(中國 最後通牒, 러시아어: Последнее китайское предупреждение 포슬레드네예 키타이스코예 프레두프레즈데니예[*], 중국어: 中國的最後警告, 영어: China's final warning)은 실제 하는 행동은 없이 경고만 하는 행위를 뜻하는 러시아어권의 속담이다.

## 어원
【신화사 9일 전보】5월 5일 5시 39분부터 6시 40분까지 미국 군용기 1기가 우리 광둥성 하이난섬 동남쪽 영공을 침범하였다. 6일 11시 6분부터 11시 55분까지 미군 군용기 1기가 광둥성 시사 군도 영공을 침범하였다. 미 군용기의 이 도발에 대해 우리 외교부 대변인은 명령에 따라 미국에게 455차례 엄중 경고를 보냈다.

1950년대에서 1960년대 사이 미국과 중화인민공화국 사이 관계는 타이완 문제로 인해 매우 경색되었다. 미군 전투기들은 정기적으로 대만 해협을 순찰했고 이 때문에 중국공산당은 정기적으로 공식적인 시위를 열었다. 중국은 대만 해협에서 미군 전투기 전투기동을 향해 900건 이상 "최후통첩"을 내렸지만 이 최후통첩 중 실제로 행동에 나선 경우는 없었다. 따라서 중국의 '최후통첩'은 실제 행동 없는 말뿐인 경고라는 정서가 러시아 내에서 퍼졌다. 결국 "중국의 최후통첩"이라는 말이 러시아 내에서 유행어이자 속담이 되었다.
중화인민공화국은 1958년 9월 7일 제2차 타이완 해협 위기 당시 미군의 정찰 비행을 향해 첫 최후통첩을 발표했다. 당시 미국은 중화 대륙의 유일한 합법정부로 중화민국만 존재한다고 간주하고 중화인민공화국이 실질적으로 통제하던 공역에서도 미군이 비행하였다. 중화인민공화국은 이 사건이 일어날 때마다 기록하여 각 사건마다 외교 통로를 통해 최후통첩을 보냈다. 중국이 보낸 최후통첩의 갯수는 정확히 파악할 수 없지만 1964년 말까지 대략 900건을 보낸 것으로 추정된다.

## 같이 보기
- 《중국 인민들의 마음을 아프게 했다》(伤害中国人民的感情, en:Hurting the feelings of the Chinese people)
- 종이호랑이(영어판)
- 양치기 소년